# Sabie de artilerie, trupă, model 1906
Sabia de artilerie, trupă, model 1906 a fost o armă albă din categoria săbiilor, aflată în dotarea soldaților Armatei României din arma artileriei, în Primul Război Mondial. Săbiile au fost fabricate de firmele Pack Chliger & Co din Solingen și Ed. Jung din Viena. 
Sabia avea aceeași lamă din oțel ca a celei model 1890, având mânerul și garda modificate. Mânerul din ebonită, era asemănător cu cel al sabiei de cavalerie pentru trupă, model 1906. Garda avea o singură ramură confecționată din tablă de oțel, cu braț posterior curbat spre lamă. Teaca era confecționată din oțel, având o brățară și un inel pentru prindere. 